# Podanthus
Podanthus é um género botânico pertencente à família Asteraceae.